# Vampires (film)
Vampires er en amerikansk film fra 1998 instrueret af John Carpenter.

## Medvirkende
- James Woods som Jack Crow
- Daniel Baldwin som Anthony Montoya
- Sheryl Lee som Katrina
- Thomas Ian Griffith som Jan Valek
- Maximilian Schell som Cardinal Alba
- Tim Guinee som Fader Adam Guiteau
- Mark Boone Junior som Catlin
- Gregory Sierra som Fader Giovanni
- Cary-Hiroyuki Tagawa som David Deyo
- Thomas Rosales Jr. som Ortega